# استان سوپان بوری

نقشهٔ تایلند و جایگاه استان سینگ بوری.

استان سوپان بوری یا سوپانبوری یا سوفان بوری یکی از استانهای کشور تایلند است. مساحت آن ۵۳۵۸ کیلومترمربع می‌باشد. جمعیت این استان در سال ۲۰۰۰ بالغ بر ۸۸۵۰۰۰ نفر برآورد شده‌است.
استان سوپانبوری از نظر تقسیمات کشوری بخشی از ناحیه مرکزی تایلند به حساب می‌آید. مرکز این استان شهر سوفانبوری است.